# レ・バンダール・ログ (音楽)

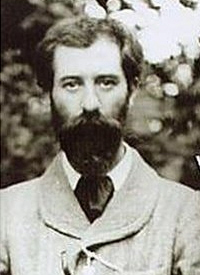
作曲者のシャルル・ケクラン

レ・バンダール＝ログ（Les Bandar-log）作品176は、シャルル・ケクランがキップリングの『ジャングル・ブック』を題材に作曲した一連の管弦楽曲の一つ。
1939年から1940年にかけて作曲され、1946年にブリュッセルで初演された。
副題に「猿のスケルツォ」（Scherzo des singes）とあり、『ジャングル・ブック』に登場する猿の群れ「バンダール＝ログ」（Bandar-log）をテーマにしている。
約16分の曲の全体は全休止でいくつかの小部分に区切られ、各部分が各々の主題や動機を発展させている。

## 編成
- 木管楽器

ピッコロ2 (第2奏者は第3フルートに持ち替え)、フルート2、オーボエ2、イングリッシュホルン、小クラリネット、クラリネット2 (A管)、バスクラリネット、ソプラノ・サクソフォーン、テナー・サクソフォーン、ファゴット3、コントラファゴット
- 金管楽器

ホルン4、トランペット4、フリューゲルホルン、トロンボーン3、バストロンボーン、チューバ
- 打楽器

ティンパニ、そのほかの打楽器 (演奏者は最低9名。スネアドラム2、テナードラム、バスドラム、タンバリン、合わせシンバル、トライアングル、ハンマー、吊るしシンバル、ゴング、タムタム、グロッケンシュピール、シロフォン)
- その他

チェレスタ、ピアノ、ハープ2
- 弦楽器

弦5部

## 関連作品
- 3つの詩（Trois Poèmes）作品18
  - 『アザラシの子守歌』、『ジャングルの夜の歌』、『カーラー・ナーグの歌』の3曲からなる歌曲集。
- 春に駆ける（La course de printemps）作品95
- プールン・バガードの瞑想（La méditation de Purun Baghat）作品159
- ジャングルの掟（La loi de la jungle）作品175
- レ・バンダール・ログ（Les Bandar-log）作品176